# 赤尾展望所

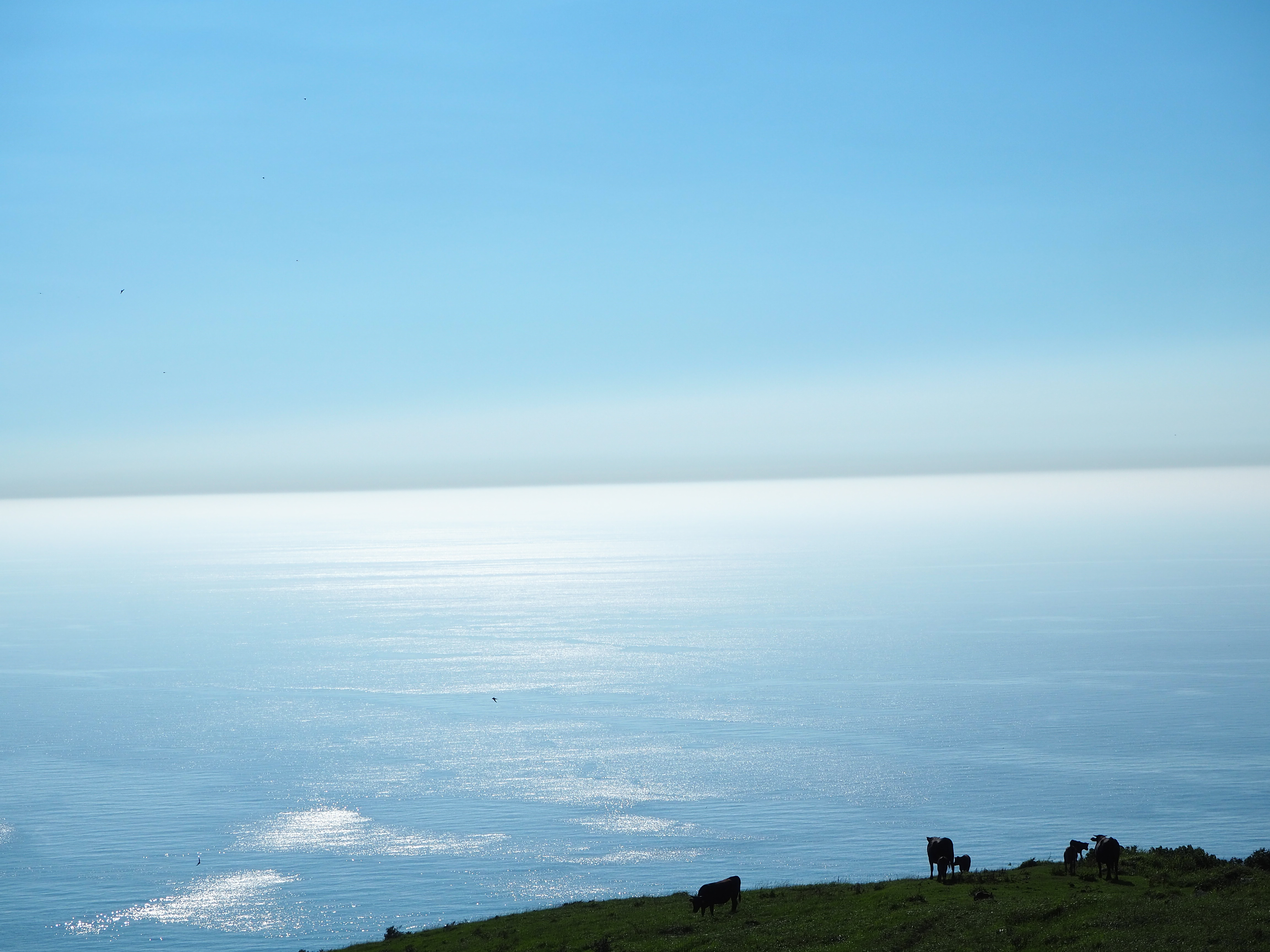
赤尾展望所から見える水平線

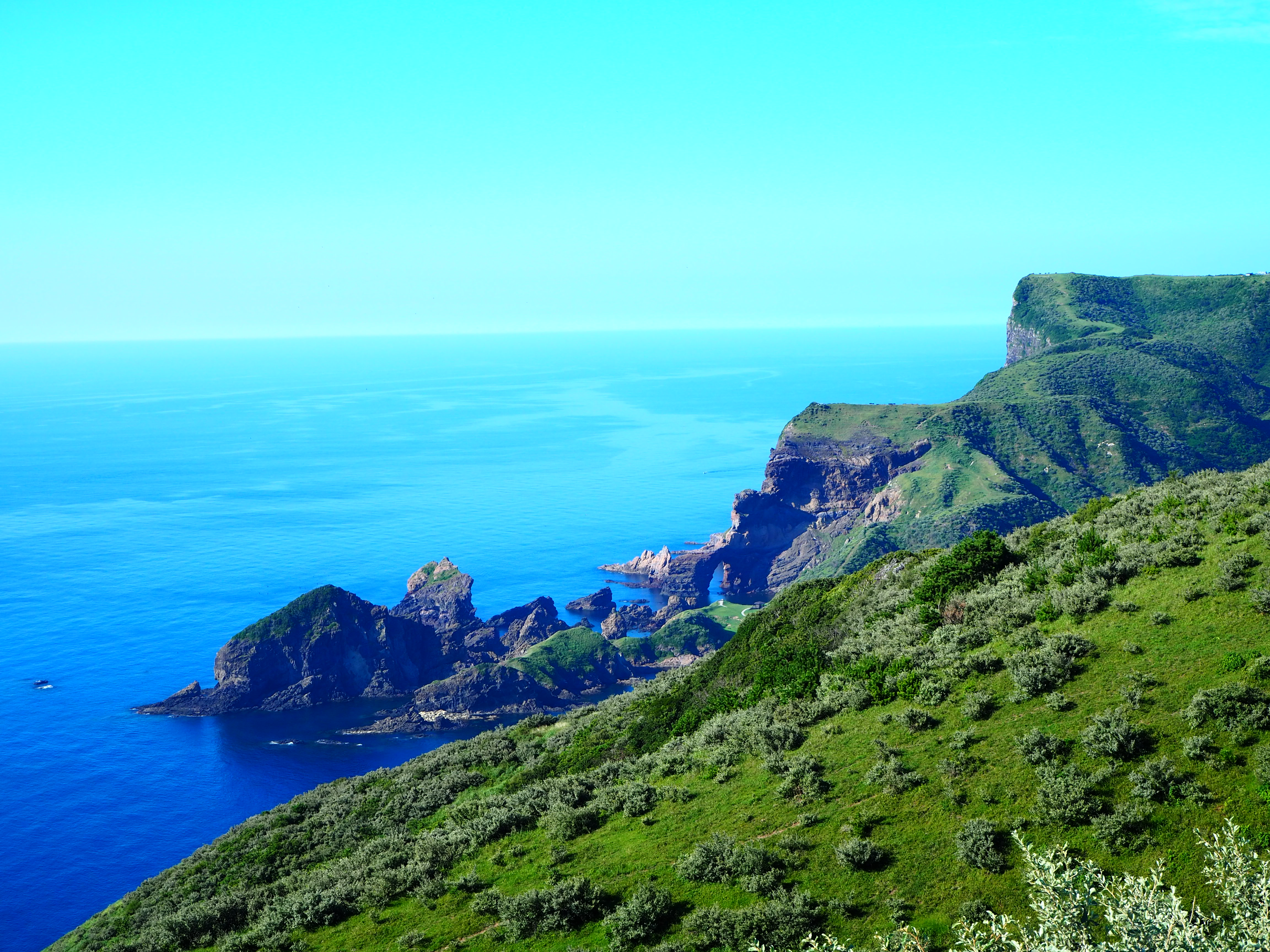
赤尾展望所からの景観

赤尾展望所（あかおてんぼうじょ）とは、島根県隠岐郡西ノ島町浦郷に所在する、国賀海岸（摩天崖など）を一望できる展望所。
日本の夕陽百選に選ばれており、隠岐ジオパークのジオサイトに指定されている。

## 交通・アクアス
西ノ島、別府港から車で30分。
国賀めぐり定期観光バスで行くことができる。
駐車場から展望台までは徒歩2分で行くことが可能。